# Az FC Bayern München 2008–2009-es szezonja
Az FC Bayern München 2008–2009-es szezonja előtt több változás is történt a játékoskeretben. A csapatkapitány Oliver Kahn visszavonult, míg az eddigi vezetőedző Ottmar Hitzfeld a svájci labdarúgó-válogatott szövetségi kapitánya lett. Az új edző Jürgen Klinsmann lett, amit 2007 decemberében jelentettek be. 2008 augusztusában nyilvánosságra hozták, hogy Mark van Bommel lesz az új csapatkapitány.

## Események
- 2008. június 4. – Hans-Jörg Butt kétéves szerződést kötött a Bayernnel. A labdarúgót az eddigi tartalékkapus Michael Rensing cseréje lesz a 2008–2009-es szezonban. Új kapus igazolására azért volt szükség, mert visszavonult az aktív labdarúgástól Oliver Kahn, akinek a helyét Rensing vette át, illetve a veterán Bernd Dreher is abbahagyta az aktív pályafutását.
- 2008. augusztus 24. – Elkészítették a német kupa 2. fordulójában rendezendő mérkőzések csoportosítását. A Bayren a tavaly a másodosztályba kiesett, két évvel ezelőtti kupagyőztes 1. FC Nürnberget kapta ellenfélül.
- 2008. szeptember 27. – Marcell Jansen nyolcmillió euróért a Hamburgba igazolt. Tétmérkőzésen nem lépett pályára a csapat színeiben az idényben, mindössze két felkészülési találkozón játszott.
- 2008. szeptember 28. – Egy egyéves kölcsönszerződés keretein belül csatlakozott a Bayern keretéhez Massimo Oddo. A klubnak opciós joga van a játékosra, így később az AC Milantól végleg a Bayern tulajdonába kerülhet a játékjoga. Ugyanezen a napon elkészítették az UEFA-bajnokok ligája csoportkörének beosztását a monacói Grimaldi Forumon. A klub ellenfelei a francia bajnok Olympique Lyonnais, a román bajoki ezüstérmes FC Steaua București és az olasz bajnokságban negyedik helyezett ACF Fiorentina lesz.
- 2008. szeptember 2. – Lejátszották Oliver Kahn búcsúmérkőzését az Allianz Arenában 69 000 néző előtt. A Bayern München ellenfele a német labdarúgó-válogatott volt. Kahn 75 percet védett a Bayern kapujában, majd Rensing állt be a helyére. A német válogatottban nem lépett pályára. A találkozó 1–1-es döntetlennel ért véget, melyen a játékvezető Markus Merk volt, akinek szintén ez volt az utolsó mérkőzése.
- 2008. december 19. – Elkészítették az UEFA-bajnokok ligája nyolcaddöntőjének párosításait a svájci Nyonban. A Bayern ellenfele a portugál Sporting CP lesz a legjobb nyolc közé jutásért játszott mérkőzéseken.
- 2009. január 1. – Landon Donovan, a Los Angeles Galaxy labdarúgója március 15-ig a németek kölcsönjátékosa lesz. Donovan már 2008. november 11–21. között szerepelt próbajátékon a Bayernnél.

## Mezek
- Mez: Adidas
- Mezszponzor: T-Home

| \| \| \| \| \| \| \| \| \| \| \| \| |              |              |
| Hazai mez                           |              |              |
| Team colours                        | Team colours | Team colours |
| Team colours                        |              |              |
| Team colours                        |              |              |

| Team colours | Team colours | Team colours |
| Team colours |              |              |
| Team colours |              |              |

| \| \| \| \| \| \| \| \| \| \| \| \| |              |              |
| Idegenbeli mez                      |              |              |
| Team colours                        | Team colours | Team colours |
| Team colours                        |              |              |
| Team colours                        |              |              |

| Team colours | Team colours | Team colours |
| Team colours |              |              |
| Team colours |              |              |

| \| \| \| \| \| \| \| \| \| \| \| \| |              |              |
| 3. számú mez                        |              |              |
| Team colours                        | Team colours | Team colours |
| Team colours                        |              |              |
| Team colours                        |              |              |

| Team colours | Team colours | Team colours |
| Team colours |              |              |
| Team colours |              |              |

## Mérkőzések

### Bundesliga
Bundesliga, 1. forduló
| 2008. augusztus 14. 20:30 | FC Bayern München                                         | 2 – 2                 | Hamburger SV                                                                             | Allianz Arena Nézőszám: 69 000 Játékvezető: Kinhöfer (német) |
| 2008. augusztus 14. 20:30 | Schweinsteiger 12' Podolski 16' (11-esből) van Bommel 64' | (2 – 1) (Jegyzőkönyv) | Guerrero 25' Trochowski 57' (11-esből) Jarolím 19' Guerrero 44' de Jong 44' Benjamin 86' | Allianz Arena Nézőszám: 69 000 Játékvezető: Kinhöfer (német) |

FC Bayern: Rensing – Lell, Van Buyten, Lúcio, Lahm – Schweinsteiger (Borowski, 65.), Kroos, van Bommel, Zé Roberto (Ottl, 81.) – Klose (Müller, 79.), Podolski
HSV: Rost – Boateng (Demel, 30.), Reinhardt (Kompany, 52.), Mathijsen, Benjamin – Jarolim, de Jong – Trochowski, Pitroipa (Atouba, 76.) – Guerrero, Olić
A Bundesliga 2008–2009-es szezonja a Bayern München–Hamburger SV mérkőzéssel kezdődött (minden idényben a bajnoki címvédő játssza az első mérkőzést). A bajorok már a 16. percben 2–0-ra vezettek Schweinsteiger és Podolski góljával, végül a HSV kiegyenlített. Az első fordulót követően a csapat négyes holtversenyben a 8. helyen állt a tabellán.
Bundesliga, 2. forduló
| 2008. augusztus 23. 15:30 | Borussia Dortmund                          | 1 – 1                 | FC Bayern München                                            | Signal Iduna Park Nézőszám: 80 552 Játékvezető: Fandel (német) |
| 2008. augusztus 23. 15:30 | Błaszczykowski 8' Rukavina 35' Hummels 68' | (1 – 0) (Jegyzőkönyv) | Borowski 74' van Bommel 21′, 23′ Toni 72' Kroos 81' Lahm 85' | Signal Iduna Park Nézőszám: 80 552 Játékvezető: Fandel (német) |

Dortmund: Ziegler – Rukavina, Subotić, Hummels , Schmelzer – Błaszczykowski (Owomoyela, 77.), Hajnal, Kehl, Kringe – Valdez, Zídán (Sadrijaj, 64.)
FC Bayern: Rensing – Lell, Lúcio, Van Buyten, Lahm – Altıntop (Kroos, 64.), van Bommel, Ottl, Schweinsteiger – Klose (Borowski, 46.), Toni (Podolski, 77.)
A 2. fordulóban a nem hivatalos német szuperkupa-győztes Borussia Dortmund ellen mérkőzött a Bayern. Błaszczykowski a 8. percben 1–0-s előnyhöz juttatta a Dortmundot, van Bommelt a játékvezető a 23. percben kiállította. A Bayern München nagy nyomást gyakorolt ellenfelére a második félidőben, és a Klose helyett a szünetben beállt Borowski góljával kiegyenlített a 74. minutumban. A tabellán hármas holtversenyben a 10. pozícióban helyezkedtek el a forduló után.
Bundesliga, 3. forduló
| 2008. augusztus 31. 17:00 | FC Bayern München                                                    | 4 – 1                 | Hertha BSC Berlin                                 | Allianz Arena Nézőszám: 69 000 Játékvezető: Kempter (német) |
| 2008. augusztus 31. 17:00 | Toni 12' Lahm 54' Schweinsteiger 56' (11-esből) Klose 70' (11-esből) | (1 – 0) (Jegyzőkönyv) | Pantelić 84' Kačar 34' Stein 49' A. Friedrich 90' | Allianz Arena Nézőszám: 69 000 Játékvezető: Kempter (német) |

FC Bayern: Rensing – Lúcio, Demichelis, Van Buyten – Lell (Sosa, 71.), Ottl, Zé Roberto, Lahm – Schweinsteiger (Borowski, 71.) – Toni, Klose (Podolski, 71.)
Hertha: Drobný – Friedrich, von Bergen, Kaká – Piszczek (Sáhed, 57.), Kacar, Cicero, Stein – Ebert (Lustenberger, 37.), Raffael – Pantelić
A 3. fordulóban a Hertha ellen 4–1-es győzelmet aratott a csapat, csakúgy, mint az előző szezon utolsó bajnokiján, szintén a fővárosiak ellen. A 4–0-s vezetést Klose állította be, aki ezzel megtörte hosszú góltalansági periódusát. A 4–1-es végeredményt Pantelić alakította ki a 84. percben. A forduló után a 7. volt a bajnoki tabellán.
Bundesliga, 4. forduló
| 2008. szeptember 13. 15:30 | 1. FC Köln | 0 – 3                 | FC Bayern München           | RheinEnergieStadion Nézőszám: 50 000 Játékvezető: Weiner (német) |
| 2008. szeptember 13. 15:30 | Brečko 29' | (0 – 0) (Jegyzőkönyv) | Toni 53' 60' Podolski 90+1' | RheinEnergieStadion Nézőszám: 50 000 Játékvezető: Weiner (német) |

Köln: Mondragon – McKenna, Geromel, Mohamad, Brečko – Petit, Matip (Broich, 65.) – Radu (Vučićević, 77.), Antar, Chihi (Sanou, 65.) – Novakovič
FC Bayern: Rensing – Lúcio, Demichelis, Van Buyten – Lell (Oddo, 67.), Schweinsteiger (Borowski, 70.), Ottl, Zé Roberto, Lahm – Toni, Klose (Podolski, 57.)
A Bayern a Köln elleni idegenbeli mérkőzésen 3–0-s győzelmet aratott. Toni 7 perc alatt két gólt szerzett, míg a csereként pályára lépő Podolski szerezte a bajorok harmadik találatát a 91. percben. A Bayern ezzel feljött a tabella második helyére, az előtte lévő Hamburg előnye két pont.
Bundesliga, 5. forduló
| 2008. szeptember 20. 15:30 | FC Bayern München               | 2 – 5                 | SV Werder Bremen                                                         | Allianz Arena Nézőszám: 69 000 Játékvezető: Kinhöfer (német) |
| 2008. szeptember 20. 15:30 | Borowski 71' 85' Demichelis 29' | (0 – 2) (Jegyzőkönyv) | Rosenberg 30' 67' Naldo 45' Özil 54' Pizarro 59' Baumann 16' Vranješ 82' | Allianz Arena Nézőszám: 69 000 Játékvezető: Kinhöfer (német) |

FC Bayern: Rensing – Lúcio, Demichelis, Van Buyten (Oddo, 46.) – Lell (Borowski, 46.), van Bommel, Schweinsteiger, Zé Roberto (Sosa, 67.), Lahm – Toni, Podolski
Werder: Wiese – Boenisch, Naldo, Mertesacker, Prödl – Özil (Niemeyer, 77.), Diego, Baumann (Hunt, 46.), Vranješ – Pizarro, Rosenberg (Sanogo, 71.)
Az UEFA-bajnokok ligája két német résztvevője játszott egymás ellen az 5. fordulóban. A pályaválasztó Bayern szezonbeli első vereségét szenvedte el tétmérkőzésen. A Werder már 5–0-s előnyben is volt, végül a Brémától igazolt Borowski két becsületgóljával alakult ki az 5–2-es Werder győzelem. Érdekesség, hogy a münchenieknél 2001 és 2007 között szereplő Pizarro is gólt szerzett egykori csapata ellen.
Bundesliga, 6. forduló
| 2008. szeptember 27. 15:30 | Hannover 96 | 1 – 0                 | FC Bayern München | AWD-Arena Nézőszám: 49 000 Játékvezető: Kircher (német) |
| 2008. szeptember 27. 15:30 | Huszti 23'  | (1 – 0) (Jegyzőkönyv) | Demichelis 66'    | AWD-Arena Nézőszám: 49 000 Játékvezető: Kircher (német) |

Hannover: Enke – Cherundolo, Fahrenhorst, Vinicius, Rausch – Balitsch, Schulz – Rosenthal, Schlaudraff, Huszti (Lala, 90+1.) – Forssell (Hanke, 77.)
FC Bayern: Rensing – Lell (Oddo, 14.), Demichelis, Breno, Lahm – van Bommel, Ottl (Podolski, 64.) – Sosa, Borowski (Ribéry, 46.) – Klose, Toni
A Bayern sorozatban második bajnoki mérkőzésén szenvedett vereséget. A mérkőzés egyetlen találata a magyar válogatott Huszti Szabolcs nevéhez fűződik, aki a 23. percben talált be Rensing kapujába. A szezonban először lépett pályára tétmérkőzésen Breno, aki végig is játszotta a találkozót, Franck Ribéry a kupamérkőzés után bajnoki mérkőzésen is visszatért, a szünetben állt be csereként. Ezzel a vereséggel ismét lejjebb csúszott a tabellán a bajor klub.
Bundesliga, 7. forduló
| 2008. október 4. 15:30 | FC Bayern München                           | 3 – 3                 | VfL Bochum                                                | Allianz Arena Nézőszám: 69 000 Játékvezető: Rafati (német) |
| 2008. október 4. 15:30 | Van Buyten 15' Zé Roberto 45' 68' Sosa Oddo | (2 – 1) (Jegyzőkönyv) | Kaloğlu 29' Dabrowski 84' Grote 85' Freier Mavraj Kaloğlu | Allianz Arena Nézőszám: 69 000 Játékvezető: Rafati (német) |

FC Bayern: Rensing – Oddo, Lúcio, Van Buyten, Lahm – Schweinsteiger (Sosa, 69.), Demichelis, Zé Roberto (Borowski, 78.), Ribéry – Klose (Podolski, 69.), Toni
Bochum: Fernandes – Pfertzel, Maltritz, Mavraj, Fuchs – Freier (Grote, 73.), Schröder, Dabrowski, Šesták – Azaouagh – Kaloğlu
Bundesliga, 8. forduló
| 2008. október 18. 15:30 | Karlsruher SC                    | 0 – 1                 | FC Bayern München                  | Wildparkstadion Nézőszám: 30 500 Játékvezető: Meyer (német) |
| 2008. október 18. 15:30 | Freis 18' Mutzel 57' Eichner 76' | (0 – 0) (Jegyzőkönyv) | Klose 86' Ribéry 1' van Bommel 45' | Wildparkstadion Nézőszám: 30 500 Játékvezető: Meyer (német) |

KSC: Miller – Celozzi, Sebastian, Franz, Eichner – Mutzel (Aduobe, 79.), Porcello – Freis, da Silva, Iashvili (Carnell, 85.) – Kennedy (Kapllani, 72.)
FC Bayern: Rensing – Oddo, Lúcio, Demichelis, Lahm – Schweinsteiger, van Bommel, Zé Roberto, Ribéry (Borowski, 59.) – Toni (Podolski, 40.), Klose (Kroos, 89.)
Bundesliga, 9. forduló
| 2008. október 25. 15:30 | FC Bayern München                                                                         | 4 – 2                 | VfL Wolfsburg                                             | Allianz Arena Nézőszám: 69 000 Játékvezető: Drees (német) |
| 2008. október 25. 15:30 | Ribéry 41' van Bommel 54' Borowski 63' Schweinsteiger 80' Klose 35' Borowski 70' Lell 74' | (1 – 2) (Jegyzőkönyv) | Grafite 31' (11-esből) Džeko 33' Barzagli 53' Santana 61' | Allianz Arena Nézőszám: 69 000 Játékvezető: Drees (német) |

FC Bayern: Rensing – Oddo (Borowski, 46.), Lúcio, Demichelis, Lell – Schweinsteiger, van Bommel, Zé Roberto, Ribéry – Klose, Podolski (Ottl, 76.)
Wolfsburg: Benaglio – Riether, Madlung, Barzagli, Schäfer – Hasebe (Gentner, 57.), Josué, Misimović (Sağlık, 80.), Santana (Dejagah, 64.) – Grafite, Džeko
Bundesliga, 10. forduló
| 2008. október 29. 20:00 | Eintracht Frankfurt                       | 1 – 2                 | FC Bayern München                                                                                   | Commerzbank-Arena Nézőszám: 51 500 Játékvezető: Gräfe (német) |
| 2008. október 29. 20:00 | Demichelis 55' (öngól) Toski 50' Ochs 73' | (0 – 0) (Jegyzőkönyv) | Klose 65' Ribéry 70' Oddo 52' Schweinsteiger 63' Ribéry 75' Borowski 78' Zé Roberto 80' Rensing 88' | Commerzbank-Arena Nézőszám: 51 500 Játékvezető: Gräfe (német) |

Frankfurt: Nikolov – Ochs, Russ, Galindo, Spycher – Fink, Steinhöfer (Tsoumou, 85.) – Toski (Ljubičić, 71.), Liberópulosz, Korkmaz (Mahdavikia, 80.) – Fenin
FC Bayern: Rensing – Oddo, Lúcio, Demichelis, Zé Roberto – van Bommel, Borowski, Schweinsteiger, Ribéry – Klose, Podolski (Ottl, 80.)
Bundesliga, 11. forduló
| 2008. november 1. 15:30 | FC Bayern München                                    | 3 – 1                 | Arminia Bielefeld                                                                                        | Allianz Arena Nézőszám: 69 000 Játékvezető: Schmidt (német) |
| 2008. november 1. 15:30 | Klose 25' Ribéry 76' Podolski 85' (11esből) Ottl 19' | (1 – 1) (Jegyzőkönyv) | Wichniarek 30' (11-esből) Herzig 3' Kučera 24' Fischer 40' Kamper 43' Wichniarek 62' Tesche 82′ Kauf 85' | Allianz Arena Nézőszám: 69 000 Játékvezető: Schmidt (német) |

FC Bayern: Rensing – Lell, Lúcio, Zé Roberto, Demichelis – Ottl (Kroos, 46.), van Bommel – Schweinsteiger (Podolski, 46.), Borowski, Ribéry (Sosa, 86.) – Klose
Bielefeld: Eilhoff – N. Fischer (Kauf, 71.), Herzig, Bollmann, Schuler (Rau, 66.) – Kučera –
Katongo, Marx (Aigner, 81.), Tesche, Kamper – Wichniarek
Bundesliga, 12. forduló
| 2008. november 9. 17:00 | FC Schalke 04                   | 1 – 2                 | FC Bayern München                                                       | Veltins-Arena Nézőszám: 61 673 Játékvezető: Kircher (német) |
| 2008. november 9. 17:00 | Farfán 5' Ernst 22' Rakitić 37' | (1 – 2) (Jegyzőkönyv) | Toni 3' Ribéry 31' Borowski 35' Lúcio 36' Zé Roberto 43' Demichelis 86' | Veltins-Arena Nézőszám: 61 673 Játékvezető: Kircher (német) |

Schalke: Neuer – Rafinha, Westermann, Bordon, Kobiashvili – Ernst (Asamoah, 83.), Jones – Rakitić (Sánchez, 60.) – Farfán, Kurányi, Halil Altıntop (Streit, 72.)
FC Bayern: Rensing – Oddo, Lúcio, Demichelis, Zé Roberto (Lell, 62.) – Kroos (Sosa, 89.), van Bommel, Borowski, Ribéry – Klose, Toni (Ottl, 72.)
Bundesliga, 13. forduló
| 2008. november 15. 15:30 | Borussia Mönchengladbach       | 2 – 2                 | FC Bayern München                                       | Borussia-Park Nézőszám: 54 067 Játékvezető: Weiner (német) |
| 2008. november 15. 15:30 | Friend 79' Bradley 81' Gohouri | (0 – 1) (Jegyzőkönyv) | Toni 21' Ribéry 65' (11-esből) Lell Schweinsteiger Sosa | Borussia-Park Nézőszám: 54 067 Játékvezető: Weiner (német) |

Mönchengladbach: Gospodarek – Levels, Gohouri, Brouwers (van den Bergh, 46.), Daems – Paauwe (Colautti, 77.), Albermann (Matmour, 68.) – Baumjohann, Bradley, Marin – Friend
FC Bayern: Rensing – Lell, Lúcio, Demichelis, Lahm (Sosa, 67.) – Schweinsteiger (Borowski, 65.), van Bommel, Zé Roberto, Ribéry – Klose (Kroos, 80.), Toni
Bundesliga, 14. forduló
| 2008. november 22. 15:30 | FC Bayern München                            | 4 – 1                 | FC Energie Cottbus | Allianz Arena Nézőszám: 69 000 Játékvezető: Kempter (német) |
| 2008. november 22. 15:30 | Ribéry 29' Demichelis 38' Klose 54' Toni 59' | (2 – 1) (Jegyzőkönyv) | Skela 25'          | Allianz Arena Nézőszám: 69 000 Játékvezető: Kempter (német) |

FC Bayern: Rensing – Oddo, Lúcio, Demichelis (Van Buyten, 46.), Lahm – Schweinsteiger (Kroos, 64.), van Bommel, Zé Roberto (Ottl, 72.), Ribéry – Klose, Toni
Cottbus: Tremmel – Radeljić, Kukiełka, Çağdaş Atan, Ziebig – Kurth, Rost – Rivić (Sørensen, 46.), Skela, Iliev (Jula, 74.) – Rangelov (Jelić, 58.)
Bundesliga, 15. forduló
| 2008. november 29. 15:30 | Bayer 04 Leverkusen    | 0 – 2                 | FC Bayern München                    | LTU Arena, Düsseldorf Nézőszám: 22 500 Játékvezető: Fandel (német) |
| 2008. november 29. 15:30 | Vidal 44' Henrique 47' | (0 – 0) (Jegyzőkönyv) | Toni 59' Klose 82' Toni 71' Ottl 85' | LTU Arena, Düsseldorf Nézőszám: 22 500 Játékvezető: Fandel (német) |

Leverkusen: Adler – Castro, Friedrich, Henrique, Kadlec – Rolfes – Renato Augusto (Gékasz, 83.), Vidal (Sarpei, 46.), Barnetta – Kießling, Helmes
FC Bayern: Rensing – Oddo, Lúcio, Van Buyten, Lahm – Schweinsteiger, Ottl, Zé Roberto, Ribéry – Klose, Toni (Borowski, 75.)
Bundesliga, 16. forduló
| 2008. december 5. 20:30 | FC Bayern München                                           | 2 – 1                 | TSG 1899 Hoffenheim                    | Allianz Arena Nézőszám: 69 000 Játékvezető: Meyer (német) |
| 2008. december 5. 20:30 | Lahm 60' Toni 90+2' Zé Roberto 40' Rensing 54' Borowski 85' | (0 – 0) (Jegyzőkönyv) | Ibišević 49' Ba 24' Obasi 39' Beck 90' | Allianz Arena Nézőszám: 69 000 Játékvezető: Meyer (német) |

FC Bayern: Rensing – Oddo, Lúcio, Van Buyten, Lahm – Schweinsteiger (Borowski, 61.), van Bommel, Zé Roberto, Ribéry – Toni, Klose
Hoffenheim: Haas – Beck, Jaissle, Compper, Ibertsberger – Weis, Gustavo (Vorsah, 90.), Carlos Eduardo – Obasi (Salihović, 74.), Ibišević, Ba
Bundesliga, 17. forduló
| 2008. december 13. 15:30 | VfB Stuttgart                           | 2 – 2                 | FC Bayern München                                                 | Mercedes-Benz Arena Nézőszám: 55 000 Játékvezető: Kinhöfer (német) |
| 2008. december 13. 15:30 | Khedira 45' 90' Tasci 24' Delpierre 59' | (1 – 0) (Jegyzőkönyv) | Borowski 48' Toni 66' Lúcio 49' van Bommel 62' Klose 88' Oddo 85′ | Mercedes-Benz Arena Nézőszám: 55 000 Játékvezető: Kinhöfer (német) |

Stuttgart: Lehmann – Osorio, Tasci, Delpierre, Träsch – Khedira – Hilbert (Schieber, 81.), Hitzlsperger – Šimák (Baştürk, 76.) – Marica (Gómez, 33.), Cacau
FC Bayern: Rensing – Oddo, Lúcio, Demichelis, Lahm – Schweinsteiger (Altıntop, 72.), van Bommel, Zé Roberto, Borowski (Ottl, 76.) – Toni (Van Buyten, 87.), Klose
Bundesliga, 18. forduló
| 2009. január 30. 20:30 | Hamburger SV                                               | 1 – 0                 | FC Bayern München             | HSH Nordbank Arena Nézőszám: 55 000 Játékvezető: Kircher (német) |
| 2009. január 30. 20:30 | Petrić 44' Benjamin 19' Pitroipa 51' Boateng 75' Demel 81' | (1 – 0) (Jegyzőkönyv) | Demichelis 24' van Bommel 83' | HSH Nordbank Arena Nézőszám: 55 000 Játékvezető: Kircher (német) |

HSV: Rost – Demel, Reinhardt (Boateng, 64.), Mathijsen, Jansen – Jarolím, Benjamin – Trochowski, Pitroipa – Petrić, Guerrero
FC Bayern: Rensing – Lell (Altıntop, 65.), Lúcio, Demichelis, Lahm – Schweinsteiger (Donovan, 77.), van Bommel, Zé Roberto (Borowski, 70.), Ribéry – Toni, Klose
Bundesliga, 19. forduló
| 2009. február 8. 17:00 | FC Bayern München                       | 3 – 1                 | Borussia Dortmund                                 | Allianz Arena Nézőszám: 69 000 Játékvezető: Kempter (német) |
| 2009. február 8. 17:00 | Zé Roberto 24' Klose 87' 90+1' Lell 86' | (1 – 1) (Jegyzőkönyv) | Valdez 2' Hajnal 37' Weidenfeller 84' Boateng 90' | Allianz Arena Nézőszám: 69 000 Játékvezető: Kempter (német) |

FC Bayern: Rensing – Lell, Lúico, Demichelis, Lahm – Schweinsteiger (Altıntop, 72.), van Bommel, Zé Roberto, Ribéry – Toni (Donovan, 72.), Klose (Borowski, 90+2.)
Dortmund: Weidenfeller – Owomoyela, Santana, Subotić, Li – Boateng, Hajnal, Tinga (Şahin, 46.), Kringe (Kehl, 83.) – Frei (Zídán, 74.), Valdez
Bundesliga, 20. forduló
| 2009. február 14. 15:30 | Hertha BSC Berlin                       | 2 – 1                 | FC Bayern München | Olympiastadion Nézőszám: 74 228 Játékvezető: Meyer (német) |
| 2009. február 14. 15:30 | Voronyin 38' 77' Raffael 85' Dárdai 90' | (1 – 0) (Jegyzőkönyv) | Klose 61'         | Olympiastadion Nézőszám: 74 228 Játékvezető: Meyer (német) |

Hertha: Drobný – Stein, A. Friedrich, Šimunić, Rodnei (Cufré, 87.) – Dárdai, Nicu – Ebert (es-Sermíti, 90.), Babić – Raffael, Voronin (Domowtschiski, 90.)
FC Bayern: Rensing – Lell (Borowski, 58.), Lúcio, Demichelis, Lahm – Schweinsteiger, van Bommel, Zé Roberto, Ribéry – Klose, Toni (Donovan, 35.)
Bundesliga, 21. forduló
| 2009. február 21. 15:30 | FC Bayern München                      | 1 – 2                 | 1. FC Köln                                     | Allianz Arena Nézőszám: 69 000 Játékvezető: Rafati (német) |
| 2009. február 21. 15:30 | Van Buyten 84' Van Buyten 23' Oddo 40' | (0 – 2) (Jegyzőkönyv) | Ehret 22' Brosinski 34' Pezzoni 41' Brečko 74' | Allianz Arena Nézőszám: 69 000 Játékvezető: Rafati (német) |

FC Bayern: Rensing – Oddo, Demichelis, Van Buyten, Lahm – Schweinsteiger (Altıntop, 46.), van Bommel, Zé Roberto (Borowski, 65.), Ribéry – Klose, Podolski (Donovan, 46.)
Köln: Mondragón – Brečko, Geromel, McKenna, Matip – Petit, Pezzoni – Brosinski (Sanou, 76.), Vučićević (Boateng, 90.), Ehret (Broich, 85.) – Novakovič
Bundesliga, 22. forduló
| 2009. március 1. 17:00 | SV Werder Bremen  | 0 – 0         | FC Bayern München | Weserstadion Nézőszám: 42 100 Játékvezető: Gräfe (német) |
| 2009. március 1. 17:00 | Naldo 15′ Pasanen | (Jegyzőkönyv) | van Bommel        | Weserstadion Nézőszám: 42 100 Játékvezető: Gräfe (német) |

Werder: Vander – Fritz, Mertesacker, Naldo, Pasanen – Frings – Dziólisz (Jensen, 70.), Özil – Diego – Pizarro (Rosenberg, 89.), Hugo Almeida (Boenisch, 17.)
FC Bayern: Rensing – Oddo, Lúcio, Demichelis, Zé Roberto – Altıntop (Donovan, 77.), van Bommel, Borowski (Ottl, 78.), Schweinsteiger (Podolski, 46.) – Ribéry – Klose
Bundesliga, 23. forduló
| 2009. március 7. 15:30 | FC Bayern München                                                 | 5 – 1                 | Hannover 96                            | Allianz Arena Nézőszám: 69 000 Játékvezető: Drees (német) |
| 2009. március 7. 15:30 | Van Buyten 20' Klose 25' Altıntop 34' Podolski 73' Demichelis 89' | (3 – 1) (Jegyzőkönyv) | Štajner 15' Tarnat 27' Fahrenhorst 28' | Allianz Arena Nézőszám: 69 000 Játékvezető: Drees (német) |

FC Bayern: Rensing – Oddo, Lúcio, Van Buyten (Breno, 76.), Lahm – Altıntop (Ottl, 65.), Demichelis, Zé Roberto, Schweinsteiger – Klose, Podolski (Donovan, 80.)
Hannover: Enke – Cherundolo, Fahrenhorst, Schulz, Tarnat (Rausch, 46.) – Andreasen, Balitsch – Štajner, Bruggink (Forssell, 65.), Krzynowek (Rosenthal, 70.) – Schlaudraff
Bundesliga, 24. forduló
| 2009. március 14. 15:30 | VfL Bochum              | 0 – 3                 | FC Bayern München                                                           | RewirpowerSTADION Nézőszám: 31 328 Játékvezető: Weiner (német) |
| 2009. március 14. 15:30 | Pfertzel 48′ Fabian 56' | (0 – 2) (Jegyzőkönyv) | Zé Roberto 32' Lahm 60' Demichelis 90' Podolski 34' Lahm 76' Zé Roberto 85' | RewirpowerSTADION Nézőszám: 31 328 Játékvezető: Weiner (német) |

Bochum: Fernandes – Concha, Pfertzel, Fabian, Fuchs – Dabrowski, Imhof – Šesták (Grote, 74.), Epalle (Freier, 85.), Azaouagh – Mięciel (Hashemian, 64.)
FC Bayern: Rensing – Lell, Lúcio, Van Buyten, Lahm – Schweinsteiger, Demichelis, van Bommel, Zé Roberto – Klose (Sosa, 31.), Podolski
Bundesliga, 25. forduló
| 2009. március 21. 15:30 | FC Bayern München                                             | 1 – 0                 | Karlsruher SC                        | Allianz Arena Nézőszám: 69 000 Játékvezető: Winkelmann (német) |
| 2009. március 21. 15:30 | Sosa 34' Ribéry 47' van Bommel 66' Demichelis 76' Rensing 90' | (1 – 0) (Jegyzőkönyv) | Mutzel 21' Engelhardt 70' Miller 90' | Allianz Arena Nézőszám: 69 000 Játékvezető: Winkelmann (német) |

FC Bayern: Rensing – Lell, Lúcio, Demichelis, Lahm – Schweinsteiger, van Bommel, Zé Roberto, Ribéry – Sosa (Ottl, 72.), Podolski (Van Buyten, 83.)
KSC: Miller – Görlitz, Drpić, Langkamp, Eichner – Celozzi (Stindl, 66.), Engelhardt (Federico, 77.), Mutzel, Timm – da Silva – Freis (Kapllani, 77.)
Bundesliga, 26. forduló
| 2009. április 4. 15:30 | VfL Wolfsburg                                       | 5 – 1                 | FC Bayern München                         | Volkswagen Arena Nézőszám: 30 000 Játékvezető: Kinhöfer (német) |
| 2009. április 4. 15:30 | Gentner 44' Džeko 63' 65' Grafite 74' 77' Josué 68' | (1 – 1) (Jegyzőkönyv) | Toni 45' van Bommel 3' Lúcio 35' Toni 46' | Volkswagen Arena Nézőszám: 30 000 Játékvezető: Kinhöfer (német) |

Wolfsburg: Benaglio (Lenz, 89.) – Pekarík (Dejagah, 86.), Simunek, Barzagli, Schäfer – Josué – Riether, Gentner – Misimović – Grafite (Ókubo, 86.), Džeko
FC Bayern: Rensing – Lell, Lúcio (Ottl, 67.), Breno, Lahm (Borowski, 80.) – Schweinsteiger (Sosa, 70.), van Bommel, Zé Roberto, Ribéry – Toni, Podolski
Bundesliga, 27. forduló
| 2009. április 11. 15:30 | FC Bayern München                                        | 4 – 0                 | Eintracht Frankfurt | Allianz Arena Nézőszám: 69 000 Játékvezető: Drees (német) |
| 2009. április 11. 15:30 | Ribéry 3' Toni 17' Lúcio 36' Schweinsteiger 48' Lell 37' | (3 – 0) (Jegyzőkönyv) | Ochs 40'            | Allianz Arena Nézőszám: 69 000 Játékvezető: Drees (német) |

FC Bayern: Butt – Lell (Oddo, 46.), Lúcio (Breno, 64.), Demichelis, Zé Roberto – Sosa, van Bommel, Ottl, Schweinsteiger – Ribéry (Podolski, 64.) – Toni
Frankfurt: Nikolov – Ochs, Russ, Bellaid, Köhler – Chris, Fink – Steinhöfer (Mahdavikia, 73.), Meier (Bajramović, 64.), Korkmaz (Caio, 64.) – Liberópulosz
Bundesliga, 28. forduló
| 2009. április 18. 15:30 | Arminia Bielefeld                                | 0 – 1                 | FC Bayern München                               | Schüco Arena Nézőszám: 27 300 Játékvezető: Meyer (német) |
| 2009. április 18. 15:30 | Schuler 36' Bollmann 62' Lamey 67' Mijatović 90' | (0 – 0) (Jegyzőkönyv) | Toni 64' van Bommel 25' Toni 45' Demichelis 68' | Schüco Arena Nézőszám: 27 300 Játékvezető: Meyer (német) |

Bielefeld: Eilhoff – Lamey, Mijatović, Bollmann, Schuler – Kauf, Marx – Katongo, Tesche (Janjić, 79.), Munteanu (Halfar, 79.) – Wichniarek
FC Bayern: Butt – Lell, Lúcio, Demichelis, Lahm – Sosa (Altıntop, 58.), van Bommel, Ottl, Schweinsteiger (Borowski, 83.) – Ribéry – Toni (Müller, 90.)
Bundesliga, 29. forduló
| 2009. április 25. 15:30 | FC Bayern München                           | 0 – 1                 | FC Schalke 04                                                         | Allianz Arena Nézőszám: 69 000 Játékvezető: Fandel (német) |
| 2009. április 25. 15:30 | van Bommel 79' Borowski 90' Ribéry 63′, 76′ | (0 – 1) (Jegyzőkönyv) | Halil Altıntop 21' Krstajić 4' Rafinha 63' Sánchez 89' Jones 38′, 70′ | Allianz Arena Nézőszám: 69 000 Játékvezető: Fandel (német) |

FC Bayern: Butt – Lell (Borowski, 74.), Lúcio, Demichelis, Lahm – Sosa (Altıntop, 69.), van Bommel, Ottl (Podolski, 46.), Zé Roberto – Ribéry – Toni
Schalke: Neuer – Rafinha, Westermann, Krstajić, Pander (Engelaar, 71.) – Jones, Altıntop (Höwedes, 65.), Kobiasvili – Farfán, Kurányi, Sánchez (Asamoah, 89.)
Bundesliga, 30. forduló
| 2009. május 2. 15:30 | FC Bayern München               | 2 – 1                 | Borussia Mönchengladbach                                   | Allianz Arena Nézőszám: 69 000 Játékvezető: Rafati (német) |
| 2009. május 2. 15:30 | Schweinsteiger 33' Altıntop 42' | (2 – 1) (Jegyzőkönyv) | Daems 38' (11-esből) Brouwers 30' Stalteri 84' Matmour 89' | Allianz Arena Nézőszám: 69 000 Játékvezető: Rafati (német) |

FC Bayern: Butt – Lell (Oddo, 46.), Lúcio, Demichelis, Lahm – Altıntop (Ottl, 8.1), van Bommel, Zé Roberto, Schweinsteiger – Toni, Podolski (Müller, 78.)
Mönchengladbach: Bailly – Stalteri, Brouwers, Dante, Daems – Galásek, Callsen-Bracker (Marin, 74.) – Levels (Neuville, 80.), Bradley, Paauwe (Colautti, 65.) – Matmour
Bundesliga, 31. forduló
| 2009. május 9. 15:30 | FC Energie Cottbus           | 1 – 3                 | FC Bayern München                             | Stadion der Freundschaft Nézőszám: 22 528 Játékvezető: Kircher (német) |
| 2009. május 9. 15:30 | Iliev 44' Rost 6' Çağdaş 79' | (1 – 1) (Jegyzőkönyv) | Sosa 23' Demichelis 62' Podolski 66' Oddo 30' | Stadion der Freundschaft Nézőszám: 22 528 Játékvezető: Kircher (német) |

Cottbus: Tremmel – Pavićević, Burcă, 	Çağdaş, Ziebig – Rost, Kukiełka – Angelov (Rivić, 78.), Skela, Iliev (Sørensen, 70.) – Rangelov (Jula, 46.)
FC Bayern: Butt – Oddo (Ribéry, 56.), Lúcio, Demichelis, Lahm – van Bommel – Altıntop, Sosa, Schweinsteiger – Toni (Van Buyten, 85.), Podolski (Müller, 85.)
Bundesliga, 32. forduló
| 2009. május 12. 20:00 | FC Bayern München                           | 3 – 0                 | Bayer 04 Leverkusen                              | Allianz Arena Nézőszám: 69 000 Játékvezető: Kinhöfer (német) |
| 2009. május 12. 20:00 | Toni 47' Ribéry 58' Podolski 71' Ribéry 40' | (0 – 0) (Jegyzőkönyv) | Kadlec 27' Castro 43' M. Friedrich 45' Vidal 67' | Allianz Arena Nézőszám: 69 000 Játékvezető: Kinhöfer (német) |

FC Bayern: Butt – Lúcio, Van Buyten, Demichelis, Lahm – van Bommel – Sosa (Zé Roberto, 70.), Schweinsteiger (Ottl, 86.), Ribéry – Toni (Klose, 86.), Podolski
Leverkusen: Adler – Castro, Friedrich, Sinkiewicz, Kadlec – Rolfes – Renato Augusto, Vidal (Barnetta, 70.), Kroos (Schwegler, 90.) – Helmes, Kießling
Bundesliga, 33. forduló
| 2009. május 16. 15:30 | TSG 1899 Hoffenheim                                            | 2 – 2                 | FC Bayern München                                              | Rhein-Neckar-Arena Nézőszám: 30 150 Játékvezető: Weiner (német) |
| 2009. május 16. 15:30 | Ba 21' Carlos Eduardo 28' Luiz Gustavo 65' Sejad Salihović 90' | (2 – 2) (Jegyzőkönyv) | Ribéry 16' Toni 44' Schweinsteiger 54' Lahm 59' Demichelis 87' | Rhein-Neckar-Arena Nézőszám: 30 150 Játékvezető: Weiner (német) |

Hoffenheim: Hildebrand – Ibertsberger (Janker, 46.), Vorsah, Compper, Luiz Gustavo – Weis, Carlos Eduardo (Terrazzino, 84.), Salihović – Obasi, Wellington (Fabricio, 46.), Ba
FC Bayern: Butt – Lúcio, Van Buyten, Demichelis, Lahm – van Bommel – Sosa (Zé Roberto, 62.), Schweinsteiger, Ribéry – Toni, Podolski (Klose, 80.)
Bundesliga, 34. forduló
| 2009. május 23. 15:30 | FC Bayern München                                    | 2 – 1                 | VfB Stuttgart              | Allianz Arena Nézőszám: 69 000 Játékvezető: Meyer (német) |
| 2009. május 23. 15:30 | Boulahrouz 16' (öngól) van Bommel 60' van Bommel 54' | (1 – 0) (Jegyzőkönyv) | Gómez 63' Hitzlsperger 17' | Allianz Arena Nézőszám: 69 000 Játékvezető: Meyer (német) |

FC Bayern: Butt – Lúcio, van Buyten, Demichelis, Lahm – van Bommel – Sosa, Schweinsteiger (Ottl, 77.) – Ribéry – Toni (Klose, 79.), Podolski (Borowski, 88.)
Stuttgart: Lehmann – Träsch (Schieber, 69.), Boulahrouz, Niedermeier, Magnin – Khedira, Hitzlsperger (Marica, 84.) – Hilbert, Gebhart (Élson, 61.) – Cacau, Gómez
Tabella
| # | Csapat            | M  | Gy | D | V  | Lg | Kg | Gk  | P  | Megjegyzés                                             |
| - | ----------------- | -- | -- | - | -- | -- | -- | --- | -- | ------------------------------------------------------ |
| 1 | VfL Wolfsburg     | 34 | 21 | 6 | 7  | 80 | 41 | +39 | 69 | 2009–2010-es UEFA-bajnokok ligája csoportkör           |
| 2 | FC Bayern München | 34 | 20 | 7 | 7  | 71 | 42 | +29 | 67 | 2009–2010-es UEFA-bajnokok ligája csoportkör           |
| 3 | VfB Stuttgart     | 34 | 19 | 7 | 8  | 63 | 43 | +20 | 64 | 2009–2010-es UEFA-bajnokok ligája 3. selejtező forduló |
| 4 | Hertha BSC Berlin | 34 | 19 | 6 | 9  | 48 | 41 | +7  | 63 | 2009–2010-es Európa-liga 4. selejtező forduló          |
| 5 | Hamburger SV      | 34 | 19 | 4 | 11 | 49 | 47 | +2  | 61 | 2009–2010-es Európa-liga 3. selejtező forduló          |

Utolsó frissítés: 2009. május 23.
Forrás: bundesliga.de
Rendezési elv: 1. pontszám; 2. gólkülönbség; 3. lőtt gólok.
# = helyezés; M = játszott meccsek száma; Gy = győzelmek; D = döntetlenek; V = vereségek; Lg = lőtt gólok; Kg = kapott gólok; Gk = gólkülönbség; Pont = pontok; (B) = bajnok; (K) = kiesett; (F) = feljutott.

### DFB-Pokal
DFB-Pokal, 1. forduló
| 2008. augusztus 10. 20:30 | FC Rot-Weiß Erfurt                              | 3 – 4                 | FC Bayern München                                            | Steigerwaldstadion, Erfurt Nézőszám: 24 500 Játékvezető: Meyer (német) |
| 2008. augusztus 10. 20:30 | Cannizzaro 22' Bunjaku 47' 67' Schnetzler Cinaz | (1 – 2) (Jegyzőkönyv) | Lahm 6' Podolski 23' Klose 57' Kroos 80' van Bommel Podolski | Steigerwaldstadion, Erfurt Nézőszám: 24 500 Játékvezető: Meyer (német) |

Rot-Weiß Erfurt: Orlishausen – Schnetzler, Pohl, Loose, Pinske – Hauswald (Wolf, 62.), Cinaz, Rockenbach (Ströhl, 85.), Judt – Cannizzaro, Semmer (Bunjaku, 46.)
FC Bayern: Rensing – Lell, Van Buyten, Lúcio, Lahm – Altıntop (Schweinsteiger, 46.), Kroos, van Bommel, Zé Roberto (Ottl, 85.) – Klose, Podolski
A DFB-Pokal első fordulójában a harmadosztályú FC Rot-Weiß Erfurt csapatával mérkőztek meg idegenben. A vezetést korán, már a 6. percben megszerezte a Bayern, az Erfurt azonban kiegyenlített a 22. percben. Egy perccel ezt követően Podolski ismét előnyhöz juttatta a bajorokat. A második félidő elején a félidőben csereként beállt Bunjaku 2–2-re alakította a mérkőzés állását. A Bayern München harmadszor is megszerezte a vezetést, amit Bunjaku újabb egyenlítő gólja követett, végül a müncheniek Kroos góljával nyertek 4–3-ra egy szoros mérkőzésen.
DFB-Pokal, 2. forduló
| 2008. szeptember 24. 20:30 | FC Bayern München     | 2 – 0                 | 1. FC Nürnberg   | Allianz Arena Nézőszám: 65 000 Játékvezető: Gräfe (német) |
| 2008. szeptember 24. 20:30 | Klose 7' Borowski 69' | (1 – 0) (Jegyzőkönyv) | Perchtold Pinola | Allianz Arena Nézőszám: 65 000 Játékvezető: Gräfe (német) |

FC Bayern: Rensing – Oddo, Lúcio, Demichelis, Lahm – Schweinsteiger (Sosa, 73.), Ottl, Zé Roberto, Borowski – Toni (Podolski, 81.), Klose (Ribéry, 65.)
Nürnberg: Schäfer – Judt, Spiranovic, Gonçalves, Pinola – Gygax (Breska, 78.), Mnari, Perchtold (Engelhardt, 46.), Mazmanídisz (Eigler, 68.) – Mintál, Harisztéasz
A tavaly még első osztályú, 2006–2007-es kupagyőztes Nürnberget hazai pályán fogadta a Bayern. A sérülésből felépült Franck Ribéry a szezonban az első mérkőzésén Klose helyett a 65. percben lépett pályára. A vezetést korán, már a 7. percben megszerezte a bajoroknak Klose. A 69. percben az előny kétgólosra nőtt Borowski gólját követően, ezzel a végeredmény is kialakult. A Bayern a nyolcaddöntőbe jutott.
DFB-Pokal, nyolcaddöntő
| 2009. január 27. 20:30 | VfB Stuttgart         | 1 – 5                 | FC Bayern München                                                                                       | Mercedes-Benz Arena Nézőszám: 55 500 Játékvezető: Fandel (német) |
| 2009. január 27. 20:30 | Gómez 85' Baştürk 51' | (0 – 3) (Jegyzőkönyv) | Schweinsteiger 14' 55' (11-esből) Ribéry 16' Toni 43' Zé Roberto 59' Demichelis 33' Toni 61' Ribéry 62' | Mercedes-Benz Arena Nézőszám: 55 500 Játékvezető: Fandel (német) |

Stuttgart: Lehmann – Osorio, Tasci, Delpierre, Boka – Hilbert (Marica, 46.), Khedira, Hitzlsperger, Šimák – Baştürk (Lanig, 58.), Gómez
FC Bayern: Rensing – Lell, Lúcio, Demichelis, Lahm – Schweinsteiger (Altıntop, 59.), van Bommel (Ottl, 46.), Zé Roberto, Ribéry – Toni (Donovan, 67.), Klose
DFB-Pokal, negyeddöntő
| 2009. március 4. 20:30 | Bayer 04 Leverkusen                                                   | 4 – 2                 | FC Bayern München                        | LTU Arena, Düsseldorf Nézőszám: 50 500 Játékvezető: Meyer (német) |
| 2009. március 4. 20:30 | Barnetta 54' Vidal 61' Helmes 70' Kießling 90+2' Kroos 77' Rolfes 87' | (0 – 0) (Jegyzőkönyv) | Lúcio 72' Klose 74' Ottl 60' Rensing 85' | LTU Arena, Düsseldorf Nézőszám: 50 500 Játékvezető: Meyer (német) |

Leverkusen: Adler – Castro, Sinkiewicz, Henrique, Kadlec – Rolfes – Renato Augusto, Vidal (Haggi, 90+1.), Barnetta (Kroos, 73.) – Helmes (Harisztéasz, 89.), Kießling
FC Bayern: Rensing – Oddo (Van Buyten, 83.), Lúcio, Demichelis, Zé Roberto – van Bommel, Ottl (Schweinsteiger, 63.) – Altıntop, Borowski (Podolski, 63.), Ribéry – Klose

### UEFA-bajnokok ligája
UEFA-bajnokok ligája, csoportkör
| 2008. szeptember 17. 20:45 | FC Steaua București | 0 – 1                 | FC Bayern München           | Ghencea Stadion Nézőszám: 13 379 Játékvezető: Bo Larsen (dán) |
| 2008. szeptember 17. 20:45 | Goian 42' Lovin 69' | (0 – 1) (Jegyzőkönyv) | Van Buyten 15' Podolski 88' | Ghencea Stadion Nézőszám: 13 379 Játékvezető: Bo Larsen (dán) |

Steaua: Zapata – Ogăraru, Goian, Ghionea, Marin – Lovin, Toja (Petre, 77.) – Semedo, Moreno, Székely (Kapetánosz, 82.) – Arthuro (Stancu, 71.)
FC Bayern: Rensing – Lúcio, Demichelis, Van Buyten – Lell, Schweinsteiger (Borowski, 84.), van Bommel, Zé Roberto (Ottl, 75.), Lahm – Toni, Klose (Podolski, 46.)
A Bayern a román Steaua ellen kezdte meg a BL 2008–2009-es idényét. A csapat egyéves kihagyás után játszott ismét a legrangosabb európai kupasorozatban. A 15. percben Van Buyten szerezte meg a vezetést a bajoroknak, ami a találkozó egyetlen gólja volt. Noha a Steaua részéről Székely János szabályosnak tűnő gólt szerzett, a játékvezető érvénytelenítette azt. Az első csoportkört követően a tabella első helyén állt a Bayern München.
| 2008. szeptember 30. 20:45 | FC Bayern München                       | 1 – 1                 | Olympique Lyonnais                                                | Allianz Arena Nézőszám: 64 000 Játékvezető: Vasszárasz (görög) |
| 2008. szeptember 30. 20:45 | Zé Roberto 52' Demichelis 49' Klose 59' | (0 – 1) (Jegyzőkönyv) | Demichelis 25' (öngól) Mensah 21' Juninho 59' Makoun 61' Cris 77' | Allianz Arena Nézőszám: 64 000 Játékvezető: Vasszárasz (görög) |

FC Bayern: Rensing – Oddo, Lúcio, Breno, Lahm – Demichelis, Zé Roberto – Schweinsteiger, Ribéry (Borowski, 82.) – Klose, Toni
Lyon: Lloris – Réveillère, Bodmer, Cris, Mensah – Juninho (Boumsong, 86.), Toulalan, Makoun – Govou (Ederson, 36.), Fred (Mounier, 75.), Benzema
| 2008. október 21. 20:45 | FC Bayern München                                              | 3 – 0                 | ACF Fiorentina                        | Allianz Arena Nézőszám: 66 000 Játékvezető: Benquerença (portugál) |
| 2008. október 21. 20:45 | Klose 4' Schweinsteiger 25' Zé Roberto 90' Oddo 58' Ribéry 82' | (2 – 0) (Jegyzőkönyv) | Kuzmanović 29' Dainelli 64' Gobbi 79' | Allianz Arena Nézőszám: 66 000 Játékvezető: Benquerença (portugál) |

FC Bayern: Rensing – Oddo, Lúcio, Demichelis, Lahm (Lell, 46.) – Schweinsteiger (Borowski, 65.), Zé Roberto, Van Bommel, Ribéry – Toni (Podolski, 57.), Klose
Fiorentina: Frey – Zauri, Gamberini, Dainelli, Vargas (Gobbi, 74.) – Kuzmanović, Felipe, Montolivo – Santana (Jovetić, 65.), Gilardino, Mutu
| 2008. november 5. 20:45 | ACF Fiorentina           | 1 – 1                 | FC Bayern München           | Stadio Artemio Franchi Nézőszám: 40 000 Játékvezető: Undiano Mallenco (spanyol) |
| 2008. november 5. 20:45 | Mutu 11' Montolivo 90+2' | (1 – 0) (Jegyzőkönyv) | Borowski 78' Borowski 45+1' | Stadio Artemio Franchi Nézőszám: 40 000 Játékvezető: Undiano Mallenco (spanyol) |

Fiorentina: Frey – Zauri, Gamberini, Dainelli, Gobbi – Kuzmanović (Osvaldo, 79.), Felipe, Montolivo – Santana (Almirón, 62.), Gilardino, Mutu
FC Bayern: Rensing – Oddo, Lúcio, Demichelis, Zé Roberto – Schweinsteiger (Kroos, 79.), van Bommel, Borowski, Ribéry – Klose, Podolski (Ottl, 89.)
| 2008. november 25. 20:45 | FC Bayern München      | 3 – 0                 | FC Steaua București              | Allianz Arena Nézőszám: 64 000 Játékvezető: Braamhaar (holland) |
| 2008. november 25. 20:45 | Klose 57' 71' Toni 61' | (0 – 0) (Jegyzőkönyv) | Petre 15' Goian 29' Golański 84' | Allianz Arena Nézőszám: 64 000 Játékvezető: Braamhaar (holland) |

FC Bayern: Rensing – Oddo, Lúcio (Breno, 78.), Van Buyten, Lahm – Schweinsteiger, van Bommel, Zé Roberto, Ribéry – Klose, Toni (Borowski, 82.)
Steaua: Zapata – Golański, Goian, Ghionea, Marin – Rădoi, Petre (Lovin, 66.) – Nicoliţă, Dayro Moreno, Székely (Semedo, 63.) – Stancu (Tiago Gomes, 78.)
| 2008. december 10. 20:45 | Olympique Lyonnais                          | 2 – 3                 | FC Bayern München                                                      | Stade Gerland Nézőszám: 38 349 Játékvezető: Webb (angol) |
| 2008. december 10. 20:45 | Govou 52' Benzema 68' Grosso 6' Gassama 61' | (0 – 3) (Jegyzőkönyv) | Klose 11' 37' Ribéry 34' Borowski 22' van Bommel 79' Lahm 84' Ottl 86' | Stade Gerland Nézőszám: 38 349 Játékvezető: Webb (angol) |

Lyon: Lloris – Gassama (Fred, 64.), Mensah, Boumsong, Grosso – Makoun, Toulalan – Govou, Ederson (Delgado, 77.), Mounier (Källström, 63.) – Benzema
FC Bayern: Rensing – Oddo (Breno, 90.), Demichelis, Van Buyten, Lahm – Schweinsteiger (Altıntop, 89.), van Bommel, Borowski, Ribéry – Toni, Klose (Ottl, 68.)
Tabella
| Csapat           | M | Gy | D | V | Lg | Kg | Gk | P  |
| ---------------- | - | -- | - | - | -- | -- | -- | -- |
| Bayern München   | 6 | 4  | 2 | 0 | 12 | 4  | +7 | 14 |
| Lyon             | 6 | 3  | 2 | 1 | 14 | 10 | +5 | 11 |
| Fiorentina       | 6 | 1  | 3 | 2 | 5  | 8  | –4 | 6  |
| Steaua București | 6 | 0  | 1 | 5 | 3  | 12 | –8 | 1  |

|                  | BAY | FIO | LYO | STE |
| ---------------- | --- | --- | --- | --- |
| Bayern München   | –   | 3–0 | 1–1 | 3–0 |
| Fiorentina       | 1–1 | –   | 1–2 | 0–0 |
| Lyon             | 2–3 | 2–2 | –   | 2–0 |
| Steaua București | 0–1 | 0–1 | 3–5 | –   |

UEFA-bajnokok ligája, nyolcaddöntő, 1. mérkőzés
| 2009. február 25. 20:45 | Sporting CP                | 0 – 5                 | FC Bayern München                                                 | Estádio José Alvalade Nézőszám: 35 163 Játékvezető: Layec (francia) |
| 2009. február 25. 20:45 | Tonel 45+1' Pereirinha 80' | (0 – 1) (Jegyzőkönyv) | Ribéry 42' 63' (11-esből) Klose 57' Toni 84' 90+1' van Bommel 31' | Estádio José Alvalade Nézőszám: 35 163 Játékvezető: Layec (francia) |

Sporting: Tiago – Abel (Pereirinha, 61.), Tonel, Ânderson Polga, Caneira – Rochemback – Izmajlov (Vukčević, 61.), João Moutinho – Romagnoli – Liédson, Derlei (Djaló, 72.)
FC Bayern: Rensing – Oddo (Lell, 67.), Lúcio (Van Buyten, 78.), Demichelis, Lahm – van Bommel, Zé Roberto – Schweinsteiger (Altıntop, 71.), Ribéry – Klose, Toni
UEFA-bajnokok ligája, nyolcaddöntő, visszavágó
| 2009. március 10. 20:45 | FC Bayern München                                                                                   | 7 – 1                 | Sporting CP                                         | Allianz Arena Nézőszám: 65 000 Játékvezető: Hansson (svéd) |
| 2009. március 10. 20:45 | Podolski 7' 34' Polga 39' (öngól) Schweinsteiger 43' van Bommel 74' Klose 82' (11-esből) Müller 90' | (4 – 1) (Jegyzőkönyv) | João Moutinho 42' João Moutinho 18' Pedro Silva 77' | Allianz Arena Nézőszám: 65 000 Játékvezető: Hansson (svéd) |

FC Bayern: Butt – Lell, Lúcio (Breno, 46.), Van Buyten, Lahm – van Bommel, Ottl – Schweinsteiger (Müller, 72.), Zé Roberto (Sosa, 46.) – Klose, Podolski
Sporting: Rui Patrício – Pedro Silva, Tonel, Ânderson Polga, Miguel Veloso (Abel, 47.) – Adrien Silva (Marco Caneira, 74.) – Pereirinha (Izmajlov, 46.), Vukčević – João Moutinho – Derlei, Yannick
UEFA-bajnokok ligája, negyeddöntő, 1. mérkőzés
| 2009. április 8. 20:45 | FC Barcelona                                           | 4 – 0                 | FC Bayern München       | Camp Nou Nézőszám: 96 000 Játékvezető: Webb (angol) |
| 2009. április 8. 20:45 | Messi 9' 38' Eto'o 12' Henry 43' Messi 17' Márquez 90' | (4 – 0) (Jegyzőkönyv) | Lell 48' Demichelis 57' | Camp Nou Nézőszám: 96 000 Játékvezető: Webb (angol) |

Barcelona: V. Valdés – Dani Alves, Márquez, Piqué, Puyol – Xavi, Touré Yaya (Sergio B., 81.), A. Iniesta – Messi, Eto'o (Bojan, 90.), Henry (Keita, 74.)
FC Bayern: Butt – Oddo, Breno, Demichelis, Lell – Altıntop (Ottl, 46.), Schweinsteiger, van Bommel, Zé Roberto (Sosa, 77.), Ribéry – Toni
UEFA-bajnokok ligája, negyeddöntő, visszavágó
| 2009. április 14. 20:45 | FC Bayern München                                         | 1 – 1                 | FC Barcelona                       | Allianz Arena Nézőszám: 66 000 Játékvezető: Rosetti (olasz) |
| 2009. április 14. 20:45 | Ribéry 47' Lúcio 36' Demichelis 42' Borowski 82' Lell 84' | (0 – 0) (Jegyzőkönyv) | Keita 73' Dani Alves 18' Puyol 25' | Allianz Arena Nézőszám: 66 000 Játékvezető: Rosetti (olasz) |

FC Bayern: Butt – Lell, Lúcio, Demichelis, Lahm – Sosa (Altıntop, 78.), Ottl, van Bommel, Zé Roberto (Borowski, 78.) – Ribéry – Toni
Barcelona: V. Valdés – Dani Alves, Puyol, Piqué, Abidal – Xavi, Touré Yaya, Keita – Messi, Eto'o, A. Iniesta (Hleb, 78.)

### Felkészülési mérkőzések
| 2008. július 13. | SV Lippstadt 08 | 1 – 7                 | FC Bayern München                                         | Nézőszám: 8 000 Játékvezető: Perschke (német) |
| 2008. július 13. | Chomse 76'      | (0 – 4) (Jegyzőkönyv) | Müller 3' 32' 60' Kroos 21' Ottl 23' 77' Yilmaz 79' Breno | Nézőszám: 8 000 Játékvezető: Perschke (német) |

FC Bayern: Rensing – Lell, Breno, Van Buyten, Zé Roberto (Badstuder, 83.) – Sosa, van Bommel (Ekici, 83.), Ottl, Kroos – Ngwenya, Müller (Yilmaz, 70.)
| 2008. július 19. | TSV 1861 Nördlingen | 0 – 8         | FC Bayern München                         | Gerd-Müller-Stadtion Nézőszám: 10 500 Játékvezető: Ostheimer (német) |
| 2008. július 19. |                     | (Jegyzőkönyv) | van Bommel Ngwenya Ottl Yilmaz Demichelis | Gerd-Müller-Stadtion Nézőszám: 10 500 Játékvezető: Ostheimer (német) |

FC Bayern: Rensing – Lúcio, Van Buyten, Demichelis – Sagnol, van Bommel (Ekici, 75.), Ottl, Lell – Müller (Yilmaz, 30.), Ngwenya, Kroos
| 2008. július 20. | Fanclub Nabburg | 1 – 11                | FC Bayern München                                                                                            | Amberg Nézőszám: 14 000 |
| 2008. július 20. | Götz 26'        | (1 – 5) (Jegyzőkönyv) | Lell 5' Yilmaz 15' van Bommel 38' Demichelis 42' 78' Ngwenya 43' Kroos 52' 58' 68' Altintop 62' Podolski 86' | Amberg Nézőszám: 14 000 |

FC Bayern: Rensing (Kraft, 46.) – Lúcio, Van Buyten, Demichelis – Sagnol (Altıntop, 46.), van Bommel (Schweinsteiger, 46.), Ottl, Lell (Ekici, 46.) – Yilmaz (Podolski, 46.), Ngwenya, Kroos
| 2008. július 23. | Borussia Dortmund             | 2 – 1                 | FC Bayern München | Signal Iduna Park Nézőszám: 47 100 Játékvezető: Kinhöfer (német) |
| 2008. július 23. | Błaszczykowski 29' Hajnal 33' | (2 – 0) (Jegyzőkönyv) | Ekici 73'         | Signal Iduna Park Nézőszám: 47 100 Játékvezető: Kinhöfer (német) |

Dortmund: Wedenfeller – Rukavina, Hummels, Subotić, Dede – Błaszczykowski (Kruska, 61.), Kehl, Hajnal (Federico, 61.), Buckley (Kringe, 46.) – Valdez (Klimovicz, 71.), Petrić (Sadrijaj, 86.)
FC Bayern: Rensing – Sagnol (Van Buyten, 46.), Lúcio, Demichelis, Lell – Altıntop (Ekici, 71.), van Bommel, Borowski (Ottl, 46.), Schweinsteiger (Kroos, 46.) – Klose (Podolski, 46.), Toni (Ngwenya, 46.)
| 2008. július 26. | 1. FC Köln | 0 – 0         | FC Bayern München | RheinEnergieStadion Nézőszám: 42 000 |
| 2008. július 26. | Özat       | (Jegyzőkönyv) | Kroos             | RheinEnergieStadion Nézőszám: 42 000 |

Köln: Mondragon – Özat, Geromel (McKenna, 63.), Mohammed (Mitreski, 63.), Wome (Sanou, 63.) – Brečko, Matip (Vučićević, 63.), Pezzoni, Antar (Broich, 63.), Ehret (Yalcin, 63.) – Novakovič (Chihi, 63.)
FC Bayern: Rensing – Sagnol (Lell, 46.), Lúcio (Demichelis, 46.), Van Buyten, Lahm (Jansen, 46.) – Altintop (Schweinsteiger, 46.), van Bommel (Zé Roberto, 46.), Ottl, Kroos – Klose (Ngwenya, 46.), Podolski
| 2008. július 31. | Urawa Red Diamonds   | 2 – 4                 | FC Bayern München                             | Saitama Stadium Nézőszám: 30 000 Játékvezető: Macumura (japán) |
| 2008. július 31. | Umeszaki 57' Abe 80' | (0 – 3) (Jegyzőkönyv) | Klose 16' Schweinsteiger 21' Podolski 43' 63' | Saitama Stadium Nézőszám: 30 000 Játékvezető: Macumura (japán) |

Urawa RD: Cudzuki (Jamagisi, 46.) – Cuboi (Jamada, 67.), Horinócsi, Cucumi – Hirakava (Tanaka, 46.), Szudzuki, Abe, Szóma (Haragucsi, 78.) - Umeszaki (Ucsidate), Escudero (Takahasi, 67.), Edmilson
FC Bayern: Rensing – Lell, Lúcio, Van Buyten, Lahm (Jansen, 60.) – Altıntop (Ekici, 70.), van Bommel (Ottl, 70.), Schweinsteiger (Kroos, 60.), Zé Roberto – Podolski, Klose (Müller, 70.)
| 2008. augusztus 5. | FC Bayern München | 0 – 1                 | Internazionale     | Allianz Arena Nézőszám: 64 000 Játékvezető: Brych (német) |
| 2008. augusztus 5. |                   | (0 – 0) (Jegyzőkönyv) | Mancini 51' Maicon | Allianz Arena Nézőszám: 64 000 Játékvezető: Brych (német) |

FC Bayern: Rensing – Lúcio, Demichelis (Kroos, 21.), Van Buyten – Lell, van Bommel, Zé Roberto (Ottl, 68.), Altıntop (Jansen, 68.), Lahm – Podolski, Klose (Müller, 74.)
Inter: Toldo – Maicon, Burdisso, Cambiasso, Maxwell – Zanetti (Santon, 90.), Stankovic (Dacourt, 81.), Muntari (Suazo, 82.) – Figo (Pelé, 67.), Adriano (Crespo, 67.), Mancini (Balotelli, 78.)
| 2008. szeptember 2. 20:45 | FC Bayern München | 1 – 1                 | Németország    | Allianz Arena Nézőszám: 69 000 Játékvezető: Merk (német) |
| 2008. szeptember 2. 20:45 | Klose 51'         | (0 – 1) (Jegyzőkönyv) | Trochowski 33' | Allianz Arena Nézőszám: 69 000 Játékvezető: Merk (német) |

FC Bayern: Kahn (Rensing, 75.) – Lahm (Stierle, 75.), Breno, Lell, Oddo (Heinze, 75.) – van Bommel (Ottl, 46.), Zé Roberto, Sosa, Borowski – Toni (Klose, 46.), Podolski
Német válogatott: Enke (Wiese, 46.) – Jansen (Pander, 46.), Metzelder, Tasci (Westermann, 46.), Fritz (Hinkel, 46.) – Rolfes (Hitzelsperger, 46.), Marin, Schweinsteiger, Trochowski – Helmes, Gómez (Kurányi, 46.)
| 2008. október 9. 18:30 | FC Ingolstadt 04 | 1 – 0                 | FC Bayern München | Tuja-Stadion Nézőszám: 5 172 Játékvezető: Fleischer (német) |
| 2008. október 9. 18:30 | Wohlfarth 39'    | (1 – 0) (Jegyzőkönyv) |                   | Tuja-Stadion Nézőszám: 5 172 Játékvezető: Fleischer (német) |

FC Bayern: Butt – Oddo, Breno, Ottl, Benede – Sosa, Borowski, Zé Roberto, Ekici – Enrico (Stier, 32.), Müller (Nagorny, 78.)
| 2009. január 10. 17:00 | Al-Dzsazíra Club                             | 2 – 3                 | FC Bayern München                                  | Abu-Dzabi Nézőszám: 6 500 Játékvezető: Aldoki |
| 2009. január 10. 17:00 | Baiano 4' Van Buyten 76' (öngól) Diaky Sóbis | (1 – 1) (Jegyzőkönyv) | Schweinsteiger 31' Van Buyten 48' Klose 90+2' Lell | Abu-Dzabi Nézőszám: 6 500 Játékvezető: Aldoki |

Al-Dzsazíra: Mubarak (Elsinani, 85.) – Masoud (Faraq, 60.), Abdulrahman, Rozerio, Mousa – Saeed, Elmenhali, Diaky (Abdulhadi, 63.), Khater – Baiano, Sóbis (Saad, 62.)
FC Bayern: Rensing (Butt, 46.) – Lell, Lúcio (Breno, 46.), Demichelis (Van Buyten, 46.), Lahm – Schweinsteiger (Altıntop, 46.), van Bommel (Ottl, 46.), Zé Roberto (Borowski, 46.), Ribéry (Sosa, 46.) – Toni (Klose, 46.), Donovan
| 2009. január 12. 20:30 | el-Vahda         | 1 – 3                 | FC Bayern München                     | Dzsidda Nézőszám: 12 000 |
| 2009. január 12. 20:30 | Al-Kuwaikabi 53' | (0 – 2) (Jegyzőkönyv) | Ribéry 31' Borowski 35' Donovan 90+1' | Dzsidda Nézőszám: 12 000 |

FC Bayern: Rensing (Kraft, 46.) – Lahm, Breno (Van Buyten, 46.), Lúcio (Demichelis, 46.), Oddo (Lell, 46.) – Altıntop (Schweinsteiger, 46.), van Bommel (Ottl, 29.), Borowski (Zé Roberto, 46.), Ribéry (Sosa, 46.) – Toni (Donovan, 46.), Klose
| 2009. január 17. 14:00 | 1. FC Eintracht Bamberg | 0 – 3                 | FC Bayern München               | Bamberg Nézőszám: 15 000 Játékvezető: Schalk (német) |
| 2009. január 17. 14:00 |                         | (0 – 2) (Jegyzőkönyv) | Borowski 27' Lahm 35' Klose 54' | Bamberg Nézőszám: 15 000 Játékvezető: Schalk (német) |

Eintracht Bamberg: Essig (Horcher, 83.) – Pickel, Bechmann, Grasser, Stumpf – Dennerlein, Kaiser, Dotterweich, Zang, Deptalla – Heyer
FC Bayern: Rensing (Butt, 46.) – Oddo, Van Buyten (Breno, 46.), Demichelis (Schweinsteiger, 46.), Lahm (Lell, 46.) – Altıntop, Ottl, Zé Roberto (Donovan, 46.), Borowski – Toni, Klose
| 2009. január 19. 19:00 | 1. FC Kaiserslautern | 0 – 2                 | FC Bayern München                              | Fritz Walter Stadion, Kaiserslautern Nézőszám: 42 604 Játékvezető: Dingert (német) |
| 2009. január 19. 19:00 | Ouattara Dick        | (0 – 1) (Jegyzőkönyv) | Toni 25' Donovan 75' Schweinsteiger van Bommel | Fritz Walter Stadion, Kaiserslautern Nézőszám: 42 604 Játékvezető: Dingert (német) |

Kaiserslautern: Sippel – Dick (Kotysch, 85.), Ouattara (Hornig, 78.), Amedick, Bugera – Sam (Bilek, 67.), Bellinghausen (Müller, 67.), Dzaka (Demai, 78.), Fuchs (Pinheiro, 90.) – Lakić (Simpson, 71.), Jendrišek (Stachnik, 85.)
FC Bayern: Rensing – Lell (Oddo, 74.), Lúcio (Breno, 73.), Demichelis (Van Buyten, 63.), Lahm – van Bommel, Zé Roberto (Ottl, 73.), Ribéry (Altıntop, 63.), Schweinsteiger (Sosa, 74.), – Toni, Klose (Donovan, 62.)
| 2009. január 22. 20:15 | 1. FSV Mainz 05 | 0 – 5                 | FC Bayern München                                    | Stadion am Bruchweg, Mainz Nézőszám: 16 000 Játékvezető: Drees (német) |
| 2009. január 22. 20:15 |                 | (0 – 1) (Jegyzőkönyv) | Klose 4' Toni 55' Donovan 70' 90' Schweinsteiger 72' | Stadion am Bruchweg, Mainz Nézőszám: 16 000 Játékvezető: Drees (német) |

FC Bayern: Rensing – Lahm (Oddo, 46.), Van Buyten, Demichelis, Lell (Breno, 60.) – Schweinsteiger, van Bommel (Ottl, 46.), Borowski, Altıntop – Toni, Klose (Donovan, 60.)
| 2009. május 26. 18:30 | SpVgg Kaufbeuren | 0 – 11                | FC Bayern München                                                          | Parkstadion Kaufbeuren Nézőszám: 8000 |
| 2009. május 26. 18:30 |                  | (0 – 7) (Jegyzőkönyv) | Müller 5' 23' Klose 11' 60' 67' Sosa 31' Borowski 34' 36' 38' 55' Rieß 78' | Parkstadion Kaufbeuren Nézőszám: 8000 |

FC Bayern: Kraft (Twardzik, 60.) – Schürf (Rohracker, 70.), Badstuber, Van Buyten, Contento – Sosa (Kopplin, 60.), van Bommel (Rieß, 46.), Borowski, Ottl – Klose, Müller
| 2009. május 28. 18:30 | VfB Eichstätt                   | 3 – 8                 | FC Bayern München                                    | Sportplatz Eichstätt Nézőszám: 4000 |
| 2009. május 28. 18:30 | Witasek 18' 30' Zehentmeier 85' | (2 – 5) (Jegyzőkönyv) | Müller 6' 11' 31' 74' 87' Klose 16' 62' Borowski 34' | Sportplatz Eichstätt Nézőszám: 4000 |

FC Bayern: Butt (Kraft, 46.) – Schürf, Badstuber, Kopplin, Contento (Erb, 46.) – Sosa, van Bommel (Rieß, 45.), Ottl, Borowski – Klose (Rohracker, 63.), Müller
| 2009. május 29. 18:00 | 1. FC Magdeburg      | 2 – 3                 | FC Bayern München | MDCC-Arena Nézőszám: 15 605 Játékvezető: Hammer (német) |
| 2009. május 29. 18:00 | Georgi 49' Rosin 58' | (0 – 2) (Jegyzőkönyv) | Klose 8' 40' 54'  | MDCC-Arena Nézőszám: 15 605 Játékvezető: Hammer (német) |

FC Bayern: Butt – Schürf, Kopplin, Badstuber, Erb (Benede, 67.) – Sosa, Ottl, Borowski, Rieß (Schlottner, 87.) – Klose, Müller (Bönig, 90.)
| 2009. május 30. 15:30 | Fortuna Sittard | 0 – 2                 | FC Bayern München   | Fortuna Stadion |
| 2009. május 30. 15:30 |                 | (0 – 0) (Jegyzőkönyv) | Müller 59' Sosa 87' | Fortuna Stadion |

## Házi góllövőlista
Utolsó frissítés: 2009. május 23.
| 14 gólos - Luca Toni 10 gólos - Miroslav Klose 9 gólos - Franck Ribéry 6 gólos - Lukas Podolski 5 gólos - Tim Borowski - Bastian Schweinsteiger 4 gólos - Martín Demichelis - Zé Roberto 3 gólos - Daniel Van Buyten - Philipp Lahm 2 gólos - José Ernesto Sosa - Mark van Bommel - Hamit Altıntop 1 gólos - Lúcio Öngól - Martín Demichelis |

| 3 gólos - Miroslav Klose 2 gólos - Bastian Schweinsteiger 1 gólos - Lúcio - Zé Roberto - Franck Ribéry - Tim Borowski - Toni Kroos - Philipp Lahm - Lukas Podolski - Luca Toni |

| 7 gólos - Miroslav Klose 3 gólos - Franck Ribéry - Luca Toni 2 gólos - Zé Roberto - Lukas Podolski - Bastian Schweinsteiger 1 gólos - Daniel Van Buyten - Mark van Bommel - Tim Borowski - Thomas Müller Öngól - Martín Demichelis |

| 20 gólos - Miroslav Klose 18 gólos - Luca Toni 13 gólos - Franck Ribéry 9 gólos - Bastian Schweinsteiger 8 gólos - Lukas Podolski 7 gólos - Zé Roberto - Tim Borowski 4 gólos - Martín Demichelis - Daniel Van Buyten - Philipp Lahm 3 gólos - Mark van Bommel 2 gólos - José Ernesto Sosa - Lúcio - Hamit Altıntop 1 gólos - Toni Kroos - Thomas Müller Öngól - Martín Demichelis (2 öngól) |

## Jelenlegi keret
2009. január 28. szerint
| #  |           | Poszt | Név                                                 |
| -- | --------- | ----- | --------------------------------------------------- |
| 1  | német     | K     | Michael Rensing                                     |
| 3  | brazília  | V     | Lúcio (csapatkapitány-helyettes)                    |
| 5  | belgium   | V     | Daniel Van Buyten                                   |
| 6  | argentína | V     | Martín Demichelis (csapatkapitány-helyettes)        |
| 7  | francia   | KP    | Franck Ribéry                                       |
| 8  | török     | KP    | Hamit Altıntop                                      |
| 9  | olasz     | CS    | Luca Toni                                           |
| 11 | német     | CS    | Lukas Podolski                                      |
| 13 | USA       | CS    | Landon Donovan (kölcsönben a Los Angeles Galaxytól) |
| 15 | brazília  | KP    | Zé Roberto                                          |
| 16 | német     | KP    | Andreas Ottl                                        |

| #  |           | Poszt | Név                                      |
| -- | --------- | ----- | ---------------------------------------- |
| 17 | hollandia | KP    | Mark van Bommel (csapatkapitány)         |
| 18 | német     | CS    | Miroslav Klose                           |
| 20 | argentína | KP    | José Ernesto Sosa                        |
| 21 | német     | V     | Philipp Lahm                             |
| 22 | német     | K     | Hans-Jörg Butt                           |
| 23 | olasz     | V     | Massimo Oddo (kölcsönben az AC Milantól) |
| 24 | német     | KP    | Tim Borowski                             |
| 30 | német     | V     | Christian Lell                           |
| 31 | német     | KP    | Bastian Schweinsteiger                   |
| 33 | brazília  | V     | Breno                                    |
| 35 | német     | K     | Thomas Kraft                             |

### Játékosok kölcsönben
| #  |       | Poszt | Név                                              |
| -- | ----- | ----- | ------------------------------------------------ |
| –– | német | V     | Andreas Görlitz (kölcsönben a Karlsruher SC-nél) |
| 39 | német | KP    | Toni Kroos (kölcsönben a Bayer 04 Leverkusennél) |

|  |

### Kezdő tizenegy
Utolsó frissítés: 2008. december 13.
| #  | Poszt | Név                    | Kezdő | Megj.                  |
| -- | ----- | ---------------------- | ----- | ---------------------- |
| 1  | GK    | Michael Rensing        | 25    |                        |
| 23 | DF    | Massimo Oddo           | 15    | Christian Lell - 11    |
| 6  | DF    | Martín Demichelis      | 19    | Daniel Van Buyten – 12 |
| 3  | DF    | Lúcio                  | 23    |                        |
| 21 | DF    | Philipp Lahm           | 20    |                        |
| 31 | MF    | Bastian Schweinsteiger | 22    |                        |
| 17 | MF    | Mark van Bommel        | 19    |                        |
| 15 | MF    | Zé Roberto             | 22    |                        |
| 7  | MF    | Franck Ribéry          | 16    | Tim Borowski – 8       |
| 18 | FW    | Miroslav Klose         | 24    |                        |
| 9  | FW    | Luca Toni              | 18    |                        |

| Rensing Oddo Demichelis Lúcio Lahm Schweinsteiger van Bommel Zé Roberto Ribéry Klose Toni |
| A kezdő tizenegy a leggyakrabban használt felállással.                                    |

## Átigazolások
Nyári átigazolási időszak
| #  |       | Poszt | Név                                      |
| -- | ----- | ----- | ---------------------------------------- |
| 22 | német | K     | Hans-Jörg Butt (az SL Benficától)        |
| 23 | olasz | V     | Massimo Oddo (kölcsönben az AC Milantól) |
| 24 | német | KP    | Tim Borowski (az SV Werder Brementől)    |
| 35 | német | K     | Thomas Kraft (a tartalékcsapatból)       |

| #  |       | Poszt | Név                                      |
| -- | ----- | ----- | ---------------------------------------- |
| 22 | német | K     | Hans-Jörg Butt (az SL Benficától)        |
| 23 | olasz | V     | Massimo Oddo (kölcsönben az AC Milantól) |
| 24 | német | KP    | Tim Borowski (az SV Werder Brementől)    |
| 35 | német | K     | Thomas Kraft (a tartalékcsapatból)       |

| #  |          | Poszt | Név                                                                                    |
| -- | -------- | ----- | -------------------------------------------------------------------------------------- |
| 1  | német    | K     | Oliver Kahn (visszavonult)                                                             |
| 19 | német    | CS    | Jan Schlaudraff (a Hannover 96-ba)                                                     |
| 23 | német    | V     | Marcell Jansen (a Hamburger SV-ba)                                                     |
| 29 | német    | K     | Bernd Dreher (visszavonult)                                                            |
| 36 | német    | KP    | Stephan Fürstner (a tartalékcsapatba)                                                  |
| 14 | paraguay | KP    | Julio dos Santos (a Clube Atlético Paranaensebe, korábban a Grêmióban volt kölcsönben) |

| #  |          | Poszt | Név                                                                                    |
| -- | -------- | ----- | -------------------------------------------------------------------------------------- |
| 1  | német    | K     | Oliver Kahn (visszavonult)                                                             |
| 19 | német    | CS    | Jan Schlaudraff (a Hannover 96-ba)                                                     |
| 23 | német    | V     | Marcell Jansen (a Hamburger SV-ba)                                                     |
| 29 | német    | K     | Bernd Dreher (visszavonult)                                                            |
| 36 | német    | KP    | Stephan Fürstner (a tartalékcsapatba)                                                  |
| 14 | paraguay | KP    | Julio dos Santos (a Clube Atlético Paranaensebe, korábban a Grêmióban volt kölcsönben) |

Téli átigazolási időszak
| #  |     | Poszt | Név                                                 |
| -- | --- | ----- | --------------------------------------------------- |
| 13 | USA | CS    | Landon Donovan (kölcsönben a Los Angeles Galaxytól) |

| #  |     | Poszt | Név                                                 |
| -- | --- | ----- | --------------------------------------------------- |
| 13 | USA | CS    | Landon Donovan (kölcsönben a Los Angeles Galaxytól) |

| #  |         | Poszt | Név                                             |
| -- | ------- | ----- | ----------------------------------------------- |
| 2  | francia | V     | Willy Sagnol (visszavonult)                     |
| 39 | német   | KP    | Toni Kroos (kölcsönbe a Bayer 04 Leverkusenhez) |
| –– | német   | KP    | Mats Hummels (a Borussia Dortmundba)            |

| #  |         | Poszt | Név                                             |
| -- | ------- | ----- | ----------------------------------------------- |
| 2  | francia | V     | Willy Sagnol (visszavonult)                     |
| 39 | német   | KP    | Toni Kroos (kölcsönbe a Bayer 04 Leverkusenhez) |
| –– | német   | KP    | Mats Hummels (a Borussia Dortmundba)            |

## Lásd még
- 2008–2009-es Bundesliga
- 2008–2009-es DFB-Pokal
- 2008–2009-es UEFA-bajnokok ligája